# 華峰超纖
上海華峰超纖材料股份有限公司，簡稱上海華峰超纖材料股份、上海華峰超纖材料、上海華峰超纖，以及華峰超纖（英語：HUAFON MICROFIBRE（SHANGHAI）CO., LTD.，深交所：300180），於2002年由温州华峰工业集团有限公司創立專門在國內經營超细纤维材料的开发、生产和销售。
而董事長則是現時創辦人尤小平，總部位於上海市金山区亭卫南路888号。招股價為19.73元人民幣，發行新股為4000萬股，而集資額為7.89億元人民幣，而股份則在2011年2月22日於深圳證券交易所創業板上市。

## 連結
- HFMicrofibre.com